# Château de la Pastellière
Le château de la Pastellière situé à Combrand dans le département français des Deux-Sèvres est un château de la fin du XVe siècle et du début du XVIe siècle dont des éléments sont protégés par inscription en 1988 à l'Inventaire des monuments historiques.

## Historique
La construction du château de la Pastellière date de la fin du XVe siècle et du début du XVIe siècle. En 1641 il appartient encore à la famille de La Pastellière (mentionnée depuis 1378),. 
En octobre 1704[réf. nécessaire], le château, plus exactement la seigneurie, est achetée par Charles Durant (fils de Philippe Durant, seigneur de la Touche, et de Jeanne Merlet), marchand de droguet des tissages de Bressuire de son métier, qui avait acheté en 1703 pour 4 000 livres l'office de maire perpétuel de Bressuire. La famille Durant ajouta alors le nom de la seigneurie au sien et prit le nom Durant de La Pastellière.
Lors de  la guerre de Vendée, le château servit d'hôpital militaire pour les blessés vendéens en 1793 et la  colonne infernale (2e division) du général Grignon tenta sans succès de le brûler en 1794.
En 1889 il est acheté par la famille Savary de Beauregard.
En 1953, le domaine est morcelé. Il est alors racheté par la famille Catta (Tony Catta), alliée à la famille Durant de La Pastellière, qui le sauve d'une démolition par des promoteurs immobiliers.
Le château est vendu sur saisie en 2003 à la société Foncier SA. Depuis son rachat, le château fait l'objet d'une rénovation intégrant la modernité dans le respect de l'histoire.

## Architecture
La Pastellière, hérissée de ses tours et de ses lucarnes, cantonnée autour de ses douves en eau dans un espace trapézoïdal défendu aujourd'hui par trois tours rondes et des murets crênelés, auquel on accède après avoir traversé un petit pont-levis et une porte en granit, offre l'image parfaite du château sorti tout droit d'un livre de contes. 
La toiture en ardoise est à pentes brisées pour le corps de logis, à quatre pentes pour le pavillon en avancée et la tour carrée arrière, en poivrière pour les trois tours rondes. 
À l'angle nord-est des douves, une petite nef a été accolée à la tour d'angle pour créer une chapelle.  
À l'intérieur, l'escalier est une pièce remarquable pour la place qu'il occupe. Le premier repos est sommé de deux travées voûtées de croisées d'ogives à huit quartiers avec blason en clef de voûte. Des volées droites tournant à gauche sont séparées par un mur noyau et surmontées de voûtes en arc sur baissé.  

## Inscription à l'inventaire des monuments historiques
Les façades et toitures du château, ainsi que, à l'intérieur l'escalier et la cage d'escalier et à l'extérieur, les douves avec les tours d'angle et le pont d'accès qui enjambent ces douves sont protégés par inscription à l'Inventaire des monuments historiques par arrêté du 7 mars 1988.